# نهائي كأس الرابطة الفرنسية 2018
نهائي كأس الرابطة الفرنسية 2018 هي المباراة النهائية من منافسة كأس الرابطة الفرنسية 2017–18، أقيمت المباراة في 31 مارس 2018، في ملعب بوردو الجديد، بين فريقي باريس سان جيرمان، ونادي موناكو، وفاز فيها باريس سان جيرمان، بعد أن هزم نادي موناكو، بنتيجة 3 - 0، وكان حكم المباراة كليمان توربان، وحضر المباراة 41248 شخصاً.

## تفاصيل المباراة
لعبت المباراة النهائية في 31 مارس 2018.
| باريس سان جيرمان                                                                      | 3 -0 | نادي موناكو |
| ------------------------------------------------------------------------------------- | ---- | ----------- |
| إدينسون كافاني 8 دقيقة' (ركلة.) · أنخيل دي ماريا 21 دقيقة' · إدينسون كافاني 85 دقيقة' |      |             |